# Erichthodes narapa
Espèce
Synonymes
- Euptychia gibsoni Hayward, 1962[2]
- Euptychia narapa Schaus, 1902

Erichthodes narapa est une espèce de papillons de la famille des Nymphalidae, de la sous-famille des Satyrinae et du genre Erichthodes.

## Systématique
L'espèce Erichthodes narapa a été décrite par William Schaus en 1902 sous le nom initial d’Euptychia narapa sur la base d'un spécimen mâle capturé dans les environs de Castro au Paraná (Brésil).

## Description
L'holotype de Erichthodes narapa, un mâle, présente une envergure de 31 mm. Ses ailes sont uniformément brunes avec une ligne terminale sombre. Le dessous est également brun.

## Écologie et distribution
Erichthodes narapa est présent au Brésil et en Argentine.

### Protection
Pas de statut de protection particulier

## Publication originale
- (en) William Schaus, « Descriptions of new American butterflies », Proceedings of the United States National Museum, Washington, Inconnu, vol. 24, no 1262,‎ 1902, p. 383–460 (ISSN 0096-3801 et 2377-6560, OCLC 1259735, DOI 10.5479/SI.00963801.1262.383, lire en ligne).